# Emerson Guarani
Emerson de Oliveira Souza, também conhecido por Emerson Guarani, é um professor  e Antropólogo, pesquisador brasileiro, de etnia guarani nhandeva. Em 2007, recebeu o Prêmio Diversidade na Universidade, concedido pelo MEC e pela Unesco.

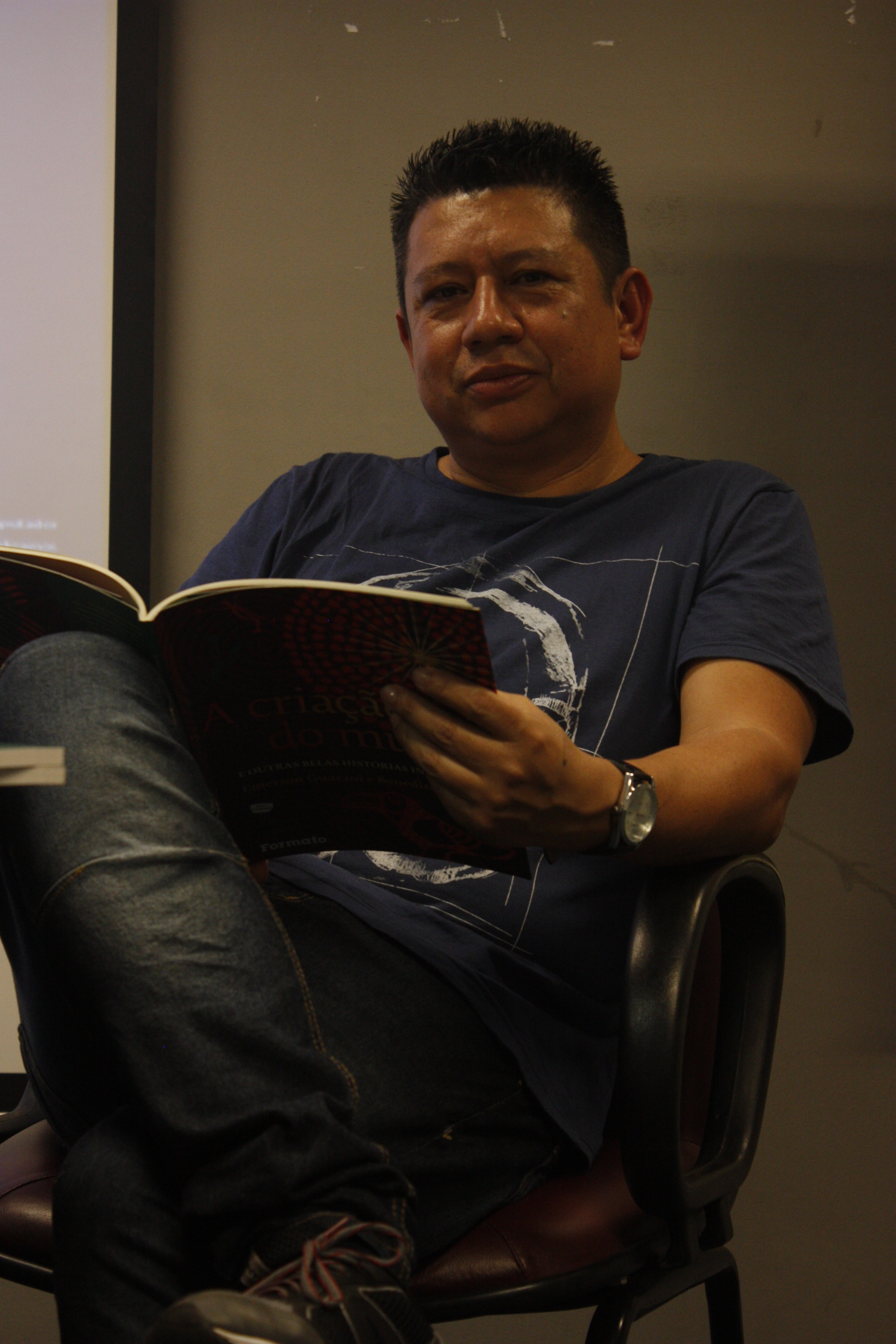
Retomada Indígena PUC-SP

## Biografia
Emerson Guarani pôde ingressar na Pontifícia Universidade Católica de São Paulo (PUC-SP) em 2007, como bolsista do Programa Pindorama, após cursar o Pré-Vestibular FOCO. Na PUC, ele se graduou em Ciências Sociais em 2010. Concluiu mestrado em Antropologia social em 2021, pela Universidade de São Paulo (USP). Na mesma instituição, é doutorando em Antropologia Social desde 2021.
Desde 2014, é professor da rede pública de ensino do município de São Paulo, lecionando Sociologia em Cidade Tiradentes, periferia da cidade. O professor ressalta que se considera um "privilegiado por ter terminado os estudos".
Em 2021, durante a pandemia de COVID-19, denunciou o abandono dos indígenas que vivem em áreas urbanas pela Secretaria Especial de Saúde Indígena (Sesai), do Ministério da Saúde, que deu preferência aos indígenas aldeados nas campanhas de vacinação: "quem está fora é esquecido pelo poder público, como se não fosse indígena", relatou o professor. Além disso, ressaltou que a "escalada discriminatória dos últimos anos" (governo de Jair Bolsonaro) havia dificultado o seu trabalho em sala de aula. "Foram muitos questionamentos e preconceito, além de terem sumido as políticas de inclusão", declarou.

## Obras
- A criação do mundo e outras belas histórias indígenas (2011, com Benedito Antonio Genofre Prezia)